# Gislaveds industrimuseum
Gislaveds industrimuseum är ett tekniskt museum i Gislaved, Jönköpings län, som dokumenterar ortens industriella utveckling med särskilt fokus på gummiindustrin. Museet är inrymt i den tidigare Remfabriken från 1893, Gislaveds äldsta bevarade industribyggnad, belägen vid vattenfallet i Nissan.

## Verksamhet
Museets samlingar speglar flera epoker av Gislaveds industrihistoria, där gummitillverkningen har haft en central roll. Här visas bland annat gummiprodukter som bollar, galoscher, bottiner, skor och däck från olika tidsepoker.
Utöver gummiindustrin representeras även andra material och tillverkningar, såsom glas från det tidigare Gyllenfors glasbruk, som var i drift mellan 1850 och 1903, samt maskiner och produkter från celluloid, bakelit- och plastindustrin. Även läderprodukter från tillverkningen av drivremmar i den gamla remfabriken ingår i utställningen.

## Byggnad
Museet är inhyst i Remfabrikens byggnad från 1893. Byggnaden ligger vid Nissan och har bevarats som en kulturhistorisk plats.